# Рапото V (Бавария)
Рапото V (на немски: Rapoto V von Bayern, Rapoto II von Cham; † 14 април 1099, Регенсбург) от богатата фамилия Диполдинги-Рапотони, е пфалцграф на Бавария (1086 – 1099) и като Рапото II граф на Хам (1080 – 1099) и фогт. Той е смятан за един от най-богатите, най-могъщите и най-влиятелни мъже по неговото време в Свещената Римска империя и Херцогство Бавария.

## Биография
Той е един от тримата синове на граф Рапото IV фон Хам и на Матилда от Химгау, дъщеря на граф Зигхард VII († 1044) от род Зигхардинги и съпругата му Пилихилд от Андекс († 1075). Неговите братя са Улрих, от 1078 г. бургграф на Пасау, и Херман фон Фобург, който става през 1096 г. епископ на Аугсбург.
Рапото V поддържа император Хайнрих IV и влиянието и богатството му расте.
Жени се пр. на 14 май 1086 г. за Елизабет от Лотарингия († 1086), вдовица на пфалцграфа на Бавария Куно II фон Рот († 11 август 1081). Така той наследява графовете фон Рот. Бракът е бездетен.
Рапото V е в свитата на Хайнрих IV и по време на престоя им в Регенсбург се разболява от върлуващата там епидемия. Рапото умира от нея на 14 април 1099 г.
Понеже Рапото V умира бездетен и по-малкият му брат Улрих е умрял още през февруари 1099 г., неговото цяло наследство отива на братовчед му Диполд III.